# Ernst Burkardt
Ernst Burkardt (* 1928; † 2014) war ein deutscher Klassischer Philologe, Gymnasiallehrer und Autor.

## Leben
Ernst Burkardt wuchs als ältester Sohn des Pfarrers Karl Burkardt (1902–1978) und seiner Frau Mathilde, geb. Bläsing (1903–1985), mit vier jüngeren Geschwistern in Wiblingwerde und Hohenlimburg auf.
Nach der im Zweiten Weltkrieg 1943 erfolgten Evakuierung des Albrecht-Dürer-Gymnasiums in Hagen besuchte er das Friedrichs-Gymnasium in Herford. 1944/45 wurde er Luftwaffenhelfer und war zuletzt bei Wittenberg stationiert.
Im Jahr 1947 legte er die Abiturprüfung in Hagen ab. Wegen einer Erkrankung unterbrach er seine Ausbildung längere Zeit. Zum Wintersemester 1949/50 studierte Ernst Burkardt zunächst an der Kirchenmusikschule Herford und wechselte danach an die Philipps-Universität Marburg, wo er 1955 das Erste Staatsexamen in Griechisch und Latein ablegte. 1956 wurde er mit der Dissertation „Die Entstehung der Parabase des Aristophanes“ zum Dr. phil. promoviert.
Mit Abschluss des Referendariats in Duisburg und Essen erhielt Ernst Burkardt eine Anstellung am Freiherr-vom-Stein-Gymnasium in Leverkusen, wo er unter anderem Griechisch unterrichtete.
Nach seiner Pensionierung im Jahr 1990 lebte er in Mayschoß an der Ahr, der Heimat seiner Frau. Neben der Arbeit in den Weinbergen widmete er sich hier kleineren historischen Problemen und vor allem Übersetzungen aus dem Lateinischen und dem Griechischen, die er als selbstgebundene Büchlein an Verwandte und Freunde verteilte. In Mayschoß ist Ernst Burkardt 2014 nach kurzer Krankheit gestorben.

## Werke
- Humanisten im 15. und 16. Jahrhundert. Stationen auf dem Weg der antiken griechischen Autoren in die Länder nördlich der Alpen. 2. Bände (Text- und Bildband), Privatdruck, Mayschoß 1998 und 2000 (ohne ISBN)
- Die Malerei des Nicolas Ponsart. Beweggründe und Absichten. In: Heimatjahrbuch des Kreises Ahrweiler 1993, S. 173 ff.
- Weinfabrikation 1844 – Pro und Contra – Zur Vorgeschichte der Winzervereine. In: Heimatjahrbuch des Kreises Ahrweiler 1995, S. 188 ff.